# Ricardo Abreu Ribeiro
Ricardo Abreu Ribeiro (sinh ngày 27 tháng 1 năm 1990) là một cầu thủ bóng đá người Bồ Đào Nha thi đấu cho Académica de Coimbra ở vị trí thủ môn.

## Sự nghiệp bóng đá
Sinh ra ở Moreira de Cónegos, Guimarães, Ribeiro gia nhập hệ thống trẻ địa phương Moreirense FC lúc 11 tuổi. Anh được đẩy lên đội một vào mùa giải 2009–10 ở hạng ba (thi đấu 2 trận và mùa giải kết thúc rồi thăng hạng), là lựa chọn thứ 2 hay thứ 3 vào những năm sau đó.